# HD88699
HD88699 — хімічно пекулярна зоря спектрального класу A8, що має видиму зоряну величину в смузі V приблизно  6,2.
Вона  розташована на відстані близько 408,7 світлових років від Сонця.

## Фізичні характеристики
Зоря HD88699 обертається 
досить швидко 
навколо своєї осі. Проєкція її екваторіальної швидкості на промінь зору становить  Vsin(i)= 68км/сек.

## Пекулярний хімічний склад
Зоряна атмосфера HD88699 має підвищений вміст 
Sr
.